# Prstnatec májový
Prstnatec májový (Dactylorhiza majalis) je ohrožený druh vstavačovitých rostlin patřící mezi byliny rostoucí na území Česka. Mimo Česko roste na území velké části Evropy.

## Popis
Obvykle je 20 až 60 cm vysoký s lysou lodyhou, která je v dolní části šupinatá. Prstnatec májový má mezi 4–6 listy, které jsou vejčitého až kopinatého tvaru, které na sobě mají skvrnky (to není pravidlem u všech rostlin, ale asi u 70 % populace).
Květenství je bohaté, válcovité, je dlouhé mezi 4–17 cm a nese na sobě až 50 jednotlivých květů. Barva květů je nachová, ale vzácně se vyskytují i růžové a bílé formy. Prstnatec májový kvete v květnu a červnu, plodem jsou zelené tobolky, které obsahují velké množství semen.

## Stanoviště, rozšíření
Roste v nížinách i na horách, typicky na mokrých až bažinatých loukách, případně slatinách, vřesovištích a rašeliništích. Prstnatec májový preferuje živinami bohaté půdy a spíše nevápnité. Prstnatec májový je rozšířen v Evropě v pásu mezi Velkou Británií, Francií, severní Itálií, jižní Skandinávií a evropskou částí Ruska, ale jsou udávány nálezy i ze střední Sibiře). Roste roztroušeně na celém území, v některých oblastech chybí (např. Lounské středohoří). Dříve byl hojnější, výrazně ustoupil především v nižších a středních polohách, přesto patří k nejhojnějším našim vstavačovitým. Mnoho lokalit jeho výskytu je státem chráněno. Prstnatec májový je chráněn zákonem jako ohrožený druh.

## Vznik druhu
Prstnatec májový vznikl pravděpodobně křížením několika druhů (a to na více lokalitách současně) – prstnatec Fuchsův (Dactylorhiza fuchsii), prstnatec plamatý (D. maculata) a prstnatec pleťový (D. incarnata). Díky tomu je tento druh typický svou variabilitou v počtu i tvaru listů, výšce rostlin a počtu a barvě květů.